# باغبان (کتاب)
باغبان نام یک کتاب ادبی است که توسط رابیندرانات تاگور، نویسندهٔ اهل هند نوشته شده است. این کتاب یکی از آثار مشهور ادبی جهان است.